# André Rioult
Pour les articles homonymes, voir Rioult.
Le vice-amiral André Rioult, né le 28 avril 1885 à Pont-l'Évêque (Calvados) et mort le 24 février 1980 à Toulon (Var), était un officier de marine français.